# Helldorado
Helldorado – album amerykańskiego zespołu heavymetalowego W.A.S.P., który został wydany 18 maja 1999 roku.

## Lista utworów
- Autorem wszystkich utworów jest Blackie Lawless.

1. Drive By - 0:55
2. Helldorado - 5:05
3. Don't Cry (Just Suck) - 4:16
4. Damnation Angels - 6:27
5. Dirty Balls - 5:19
6. High on the Flames - 4:11
7. Cocaine Cowboys - 3:57
8. Can't Die Tonight - 4:04
9. Saturday Night Cockfight - 3:20
10. Hot Rods to Hell (Helldorado Reprise) - 4:15